# Pamanzi
Isla Pamanzi (en francés: Île Pamanzi o también Petite Terre; literalmente "Pequeña Tierra") es una isla frente a la costa del departamento de ultramar francés de Mayotte, y es la segunda isla más grande de ese archipiélago. Alguna vez fue la isla más importante del grupo, con el único aeropuerto que existía en Mayotte y la capital Dzaoudzi, manteniendo esa condición hasta 1977, cuando Mamoudzou (en la isla principal de Mayotte) fue elegida como la nueva capital. Los municipios (comunas) de Dzaoudzi y Pamandzi se encuentran en esta isla.